# Брати вітру
«Брати вітру» — австрійський пригодницький драматичний фільм.

## Сюжет
У пари орлів з'являється двоє пташенят. Невдовзі батько-орел гине. Один з пташенят виявився сильнішим і він виштовхує брата з гнізда. Орленя могло б загинути: усюди вороги, мама не може про нього піклуватися й захищати. Але хлопчик — син мисливця Лукас його знаходить. Батько з сином віддалилися один від одного після загибелі матері в пожежі, Лукас взагалі перестав розмовляти. Хлопець приносить пташеня у постраждалий будинок, починає його вчити полюванню, як літати. У цьому йому ненав'язливо допомагає лісник Дензер. Відкривши Біблію, Лукас побачив ілюстрацію з Каїном та Авелєм і на честь одного з них називає його Авель. 
Перше велике переживання у Лукаса виникає, коли Авель ледве навчившись літати, зникає на кілька днів. Час йшов, орел виріс і він достатньо вивчився, щоб мати вже свою територію. Лукас з Дензером відносять подалі його від власності брата Каїна. Згодом Авель повертається до сильнішого брата. В сутичці вони вимірюють сили та залишаються жити разом. Зима виявляється важкою, Каїн гине. Авель створює власну сім'ю і в нього з'являється перше потомство.

## У ролях
| Актор          | Персонаж | Роль          |
| -------------- | -------- | ------------- |
| Жан Рено       | Дензер   | лісник        |
| Тобіас Моретті | Келлер   | батько Лукаса |
| Мануель Камачо | Лукас    | хлопчик       |
| Ева Куен       | Марія    | мати Лукаса   |

## Створення фільму

### Виробництво
Зйомки фільму проходили в Австрії (Високий Тауерн, Тіроль, Каринтія) та Італії (Больцано).

### Знімальна група
- Кінорежисери — Херардо Оліварес, Отмар Пенкер
- Сценаристи — Отмар Пенкер, Джоанн Рей, Джеральд Сальміна
- Кінопродюсери — Філіп-Джейм Алькасар, Вальтер Колер
- Виконавчі продюсери — Діна Чезік-Мюллер, Томас Фельдкирха
- Композитори — Сара Класс
- Кінооператори — Оскар Дюран, Отмар Пенкер
- Кіномонтаж — Карін Хартуш
- Художник-постановник — Томас Фогель
- Артдиректори — Геше Глоєр
- Художник по костюмах — Бріджитта Фінк[1].

### Саундтреки
| Виконавець      | Назва пісні                            | Композитор                        |
| --------------- | -------------------------------------- | --------------------------------- |
| Сара Класс      | «Able Is Released Into the Wild»       | Сара Класс                        |
| Ребека Фергюсон | Freedom (Brothers of the Wind Version) | Ребека Фергюсон, Джаррард Роджерс |

## Сприйняття

### Критика
На сайті IMDb рейтинг стрічки становить 6.8/10. 

### Номінації та нагороди
Стрічка отримала австрійську кінонагороду «ROMY» за найкращу режисуру.